# 라뮬라떼땃쥐
라물라떼땃쥐(Chodsigoa lamula)는 땃쥐과에 속하는 포유류의 일종이다. 중국의 고유종이다.